# Flávio Cruz
Flávio Cruz (Viana do Castelo, 5 de agosto de 1991) é um realizador de cinema e televisão português, conhecido pelos seus trabalhos em documentários, programas televisivos e vídeos promocionais. É licenciado em Tecnologias da Comunicação Audiovisual pela Escola Superior de Música, Artes e Espetáculo do Porto (2012).

### Biografia e Carreira[2]
Flávio Cruz iniciou a sua carreira profissional na televisão, realizando o programa Tintim por Tintim e o episódio piloto de Viver em Rede para a RTP1. Também foi diretor de fotografia do projeto Minuto Escolha Portugal, uma produção do Continente para a RTP1.
Em 2017, fundou a empresa Ponto de Vista - Produções Audiovisuais, através da qual tem desenvolvido diversos projetos no campo audiovisual. Entre os seus trabalhos mais destacados estão os documentários Simbiose, Noite dos Tapetes, Herança, Cantadeiras do Vale do Neiva e Viana do Castelo - Candidata a Capital Europeia da Cultura 2027, além de vários spots promocionais.
Lançado em 2020, o videoclipe Havemos de Ir a Viana foi uma resposta criativa às restrições impostas pela pandemia de COVID-19, quando as Festas d'Agonia ocorreram em formato digital. Produzido no âmbito da marca Somos Todos Romaria pela Vianafestas, o vídeo reuniu 48 artistas locais, abrangendo géneros musicais que variam do fado ao hip-hop, numa reinterpretação da célebre canção de Alain Oulman e Pedro Homem de Melo, imortalizada por Amália Rodrigues. O videoclipe ultrapassou 1,3 milhões de visualizações nas redes sociais e recebeu 12 prêmios internacionais, destacando-se como um marco no registo audiovisual das tradições de Viana do Castelo.
Atualmente, Flávio Cruz é docente na Escola Superior de Educação do Instituto Politécnico de Viana do Castelo (ESE-IPVC).

### Prêmios e Reconhecimentos

#### Cantadeiras do Vale do Neiva(2023):
Prêmios:
- Melhor Documentário no 3in1 Film Fest (Portugal).[8]
- Melhor Documentário no Art&Travel International Film Festival (Geórgia).

#### Romaria da Nossa Senhora d’Agonia(2023):
Seleção Oficial:
- Film and Folklore Festival (Trindade e Tobago).
- First-Time Filmmaker Sessions (Reino Unido).
- Terres Travel Festival - Films & Creativity (Espanha).
- Shorts@Fringe Açores (Portugal).
- International Tour Film Festival (Itália).
- KinoFestival - Light of the World (Rússia).
- Silkfest - International Tourism and Ecology Film Festival (Sérvia).

Prêmios:
- Amorgos Tourism Film Festival (Grécia) - Organizer's Excellence Award.[9]
- International Tourism Film Festival Africa (África do Sul) - Silver Award | Cultural Tourism.[10]
- Portugal Indie Film Festival (Portugal) - Best Comercial and Advertising.
- Finisterra Portugal Film Art & Tourism Festival (Portugal) - 1º Lugar | Turismo Religioso.[11]
- Finisterra Portugal Film Art & Tourism Festival (Portugal) - 2º Lugar | Vida Humana[12].
- Travel Fest Albania (Albânia) - Best Film | History & Heritage.
- Finisterra Brazil Film Art & Tourism Festival (Brasil) - 2º Lugar | Religião.
- ART&TUR International Tourism Film Festival (Portugal) - 2º Lugar | Turismo Cultural (Competição Nacional).[13]
- ART&TUR International Tourism Film Festival (Portugal) - 2º Lugar | Turismo Cultural (Competição Internacional)[14]
- International Tourism Film Festival (Turquia) - Best Film - Cultural Tourism.[15]

#### Viana do Castelo - Candidata a Capital Europeia da Cultura 2027:
Seleção Oficial:
- Japan World's Tourism Film Festival (Japão).
- Global Tourism Film Festival (Canadá).
- Finisterra Arrábida Film Art & Tourism Festival (Portugal).
- Finisterra Brazil Film Art & Tourism Festival (Brasil).
- Festival del Cinema di Cefalù (Itália).

#### Havemos de Ir a Viana(2020):
Seleção Oficial:
- First-Time Filmmaker Sessions Pinewood Studios (Reino Unido).
- CLIT - Can You Find it! (Portugal).
- Festival del Cinema di Cefalù (Itália).
- Travel Fest Albania (Albânia).
- Stars of Wild Beauty - International Tourism Film Festival Montenegro (Montenegro).

Prêmios:
- Silver Award | City Films - International Tourism Film Fest (Turquia).
- Bronze Award - KinoFestival - Light of the World (Rússia).
- Special Award - Finisterra Arrábida Film Art & Tourism Festival (Portugal).
- Outstanding Work - 5th Meihodo International Youth Visual Media Festival (Japão).
- Organiser’s Award - International Amorgos Film Festival (Grécia).
- Best Soundtrack - Finisterra Brazil Film Art & Tourism Festival (Brasil).[16]
- 1st Prize Promotion - Finisterra Brazil Film Art & Tourism Festival (Brasil).[17]
- 1st Prize Religious - Finisterra Brazil Film Art & Tourism Festival (Brasil).[18]
- 1º Prémio Música e Dança - ART&TUR - Festival Internacional de Cinema de Turismo (Portugal).
- Best Folk Song Video e Best Portuguese Song Video - Malabar Music Festival (Índia).
- Best Music Video - Los Angeles Independent Film Festival Awards (EUA).

#### Herança[19](2017):[20]
Seleção Oficial:
- MDOC - Festival Internacional de Documentário de Melgaço.
- Marmostra International Film Festival.
- Entre Olhares - Mostra de Cinema Português.
- Inshort Film Festival.

Prêmios:
- 2º Lugar | Religião - Finisterra Brazil Film Art & Tourism Festival (Brasil).[21]
- Melhor Documentário Internacional - Categoria “Etnografia e Sociedade” - ART&TUR - Festival Internacional de Cinema de Turismo (Portugal).[22]
- 3º Lugar | Places in History - Finisterra Brazil Film Art & Tourism Festival (Brasil).[23]

## Homenagem
A 20 de janeiro de 2023, Flávio Cruz, foi agraciado pelo presidente da Câmara de Viana do Castelo, Luis Nobre, como Cidadão de Mérito de Viana do Castelo, pelos relevantes serviços prestados à sétima arte e à promoção da cultura vianense, enquanto realizador de cinema e televisão.